# 水野晴郎シネマ館

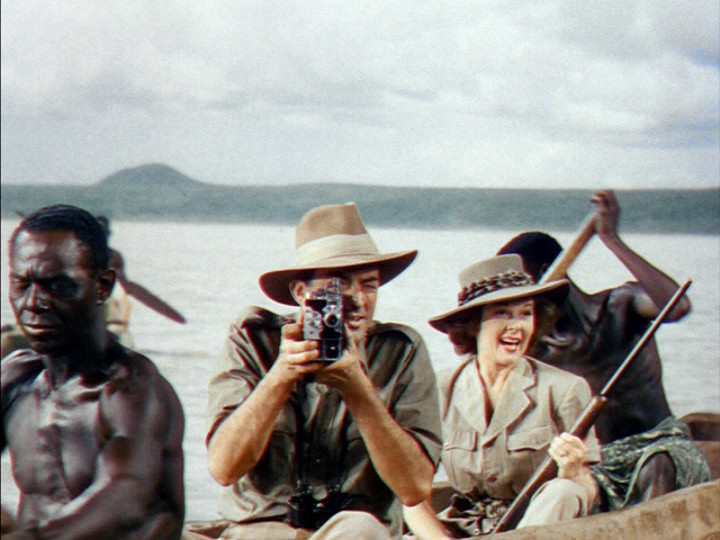
キリマンジャロの雪

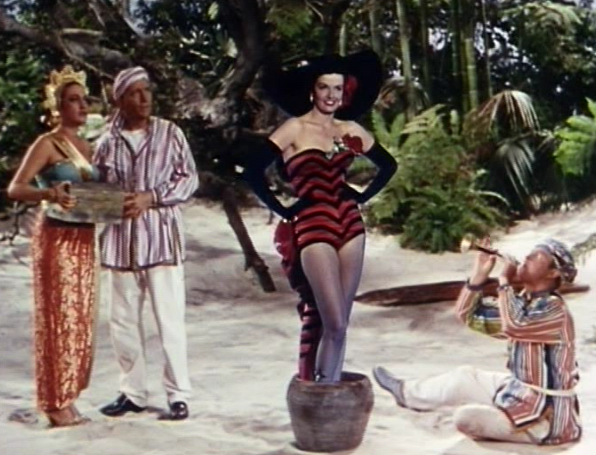
バリ島珍道中

『水野晴郎シネマ館』（みずのはるおシネマかん）は、カバヤ食品株式会社が2004年7月13日に発売したDVDのおまけが付いた玩具菓子である。税込315円。全10種類。

## 概要
1枚のミント味チューインガムに付いたおまけのDVDに収録されているのは映画丸々一本。これまでに無かった画期的なおまけ付きの食玩として注目を集めた。本編の最初と最後には水野晴郎による『金曜ロードショー』的な解説も収録されている。
映画のラインナップは1930年代後半から1960年代前半のパブリックドメインとなった作品が中心となっており、「黄金の腕」を除くいずれもが2004年当時の段階で一度もDVD化されていなかったものであった（ビデオ化すらされていなかった作品もある）。
そのラインナップも、ソフィア・ローレンがアカデミー賞を受賞（史上初の英語以外による演技で）した「ふたりの女」、マーロン・ブランドの最初で最後の監督作品「片目のジャック」、ビング・クロスビーとボブ・ホープの名物コンビによる珍道中シリーズの6作目「バリ島珍道中」、若き日のジャック・ニコルソンが主演したロジャー・コーマン監督のホラー映画「古城の亡霊」、フランク・シナトラが麻薬ジャンキーに扮しアカデミー賞候補となった「黄金の腕」などが揃っている。

## ラインナップ
1. キリマンジャロの雪 The Snows of Kilimanjaro
1952年 -  アメリカ合衆国、監督：ヘンリー・キング、出演：グレゴリー・ペック、エヴァ・ガードナー
2. ふたりの女 La Ciociara
1960年 - イタリア、監督：ヴィットリオ・デ・シーカ、出演：ソフィア・ローレン
3. マクリントック McLintock!
1963年 -  アメリカ合衆国、監督：アンドリュー・V・マクラグレン、出演：ジョン・ウェイン、モーリン・オハラ
4. 愛のアルバム Penny Serenade
1941年 -  イギリス、監督：ジョージ・スティーヴンス、出演：ケーリー・グラント、アイリーン・ダン
5. 片目のジャック One-Eyed Jacks
1961年 -  アメリカ合衆国、監督・出演：マーロン・ブランド、カール・マルデン
6. アンナ・カレニナ Anna Karenina
1948年 -  フランス、監督：ジュリアン・デュヴィヴィエ、出演：ヴィヴィアン・リー
7. バリ島珍道中 Road to Bali
1952年 -  アメリカ合衆国、監督：ハル・ウォーカー、出演：ビング・クロスビー、ボブ・ホープ
8. キング・ソロモン King Solomon's Mines
1937年 -  アメリカ合衆国、監督：ロバート・スティーヴンソン、出演：ポール・ロブソン
9. 古城の亡霊 The Terror
1963年 -  アメリカ合衆国、監督：ロジャー・コーマン、出演：ジャック・ニコルソン、ボリス・カーロフ
10. 黄金の腕 The Man with the Golden Arm
1955年 -  アメリカ合衆国、監督：オットー・プレミンジャー、出演：フランク・シナトラ、エリノア・パーカー、キム・ノヴァク